# История почты и почтовых марок Азербайджана
История почты и почтовых марок Азербайджана подразделяется на периоды, соответствующие почтовым системам государств, в составе которых находилась территория современного Азербайджана (Российская империя, СССР), самостоятельных государственных образований начала XX века и независимой Азербайджанской Республики (с 1992 года).
История почты Азербайджана берёт начало в эпоху Сефевидов. Однако основное развитие почты пришлось на XIX—XX века, когда Азербайджан входил в состав Российской империи, а затем являлся одной из союзных республик Советского Союза. С распадом СССР в независимом Азербайджане наступил временный упадок развития почтовой связи. С 1992 года выходят собственные почтовые марки Азербайджанской Республики, а с 1993 года она является членом Всемирного почтового союза (ВПС).

## Ранний период

### Иранское правление
Зарождение почтовой связи на территории современного Азербайджана относится к самым давним временам, когда для обмена письменной информацией использовались гонцы, вестовые, верблюжьи караваны и другие способы сообщения.
В 1501 году шахеншах Ирана Исмаил I основал государство Сефевидов, в котором по его распоряжению была устроена регулярная государственная почта посредством гонцов, действовавшая и на азербайджанских землях.

### В составе Российской империи

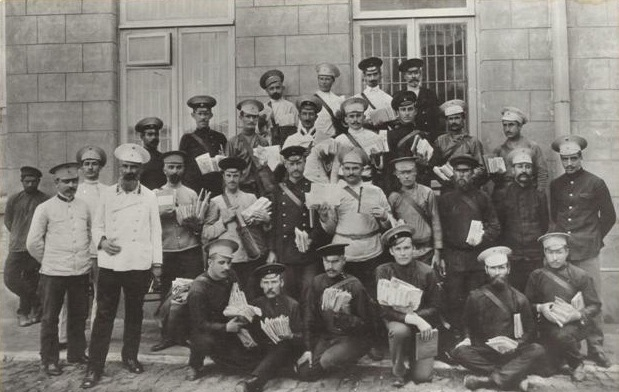
Бакинские почтальоны в 1916 году

Современная почтовая служба в Азербайджане стала развиваться в начале XIX века, в составе Российской империи. Первая почтовая контора была открыта в 1818 году в Елизаветполе (ныне Гянджа). В 1826 году в Баку была учреждена почтовая экспедиция. Затем почтовые конторы появились в Кубе, Нахичевани, Шуше, Шемахе, Ленкорани, Нухе (ныне Шеки) и в Сальянах. В 1846 году в Баку было организовано Управление почтового пароходства для систематической морской почтовой связи между Баку и Астраханью.
В 1863 году был образован Кавказский почтовый округ, в состав которого входило и Управление почты Баку. Почтовое сообщение в Азербайджане стимулировалось также началом эксплуатации железнодорожных линий Баку—Тбилиси (1883) и Баку—Дербент (1900).
В 1901 году была создана Бакинская почтово-телеграфная контора в составе управления Тифлисского почтово-телеграфного округа; она просуществовала до 1916 года, потом была ликвидирована, и вместо неё созданы отдельные почтово-телеграфные конторы.
Вместе с тем, развитие почтовой связи в Азербайджане, как и на других отдалённых территориях Российской империи, оставалось слабым. Например, в 1913 году на территории Азербайджана насчитывалось лишь 69 почтово-телеграфных специалистов, или 0,9 % от общего их числа в почтово-телеграфных учреждениях империи.
Для оплаты почтовых отправлений в XIX веке, когда Азербайджан находился в составе Российской империи, использовались марки и другие почтовые знаки Российской империи.

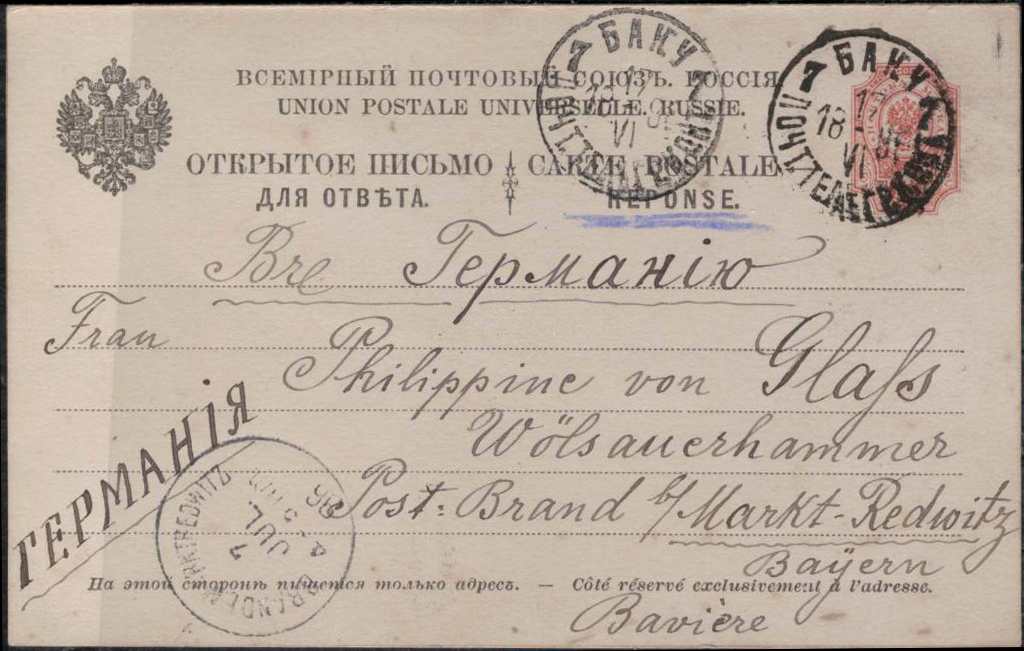
Открытое письмо из Баку в Германию (1896)

## Азербайджанская Демократическая Республика

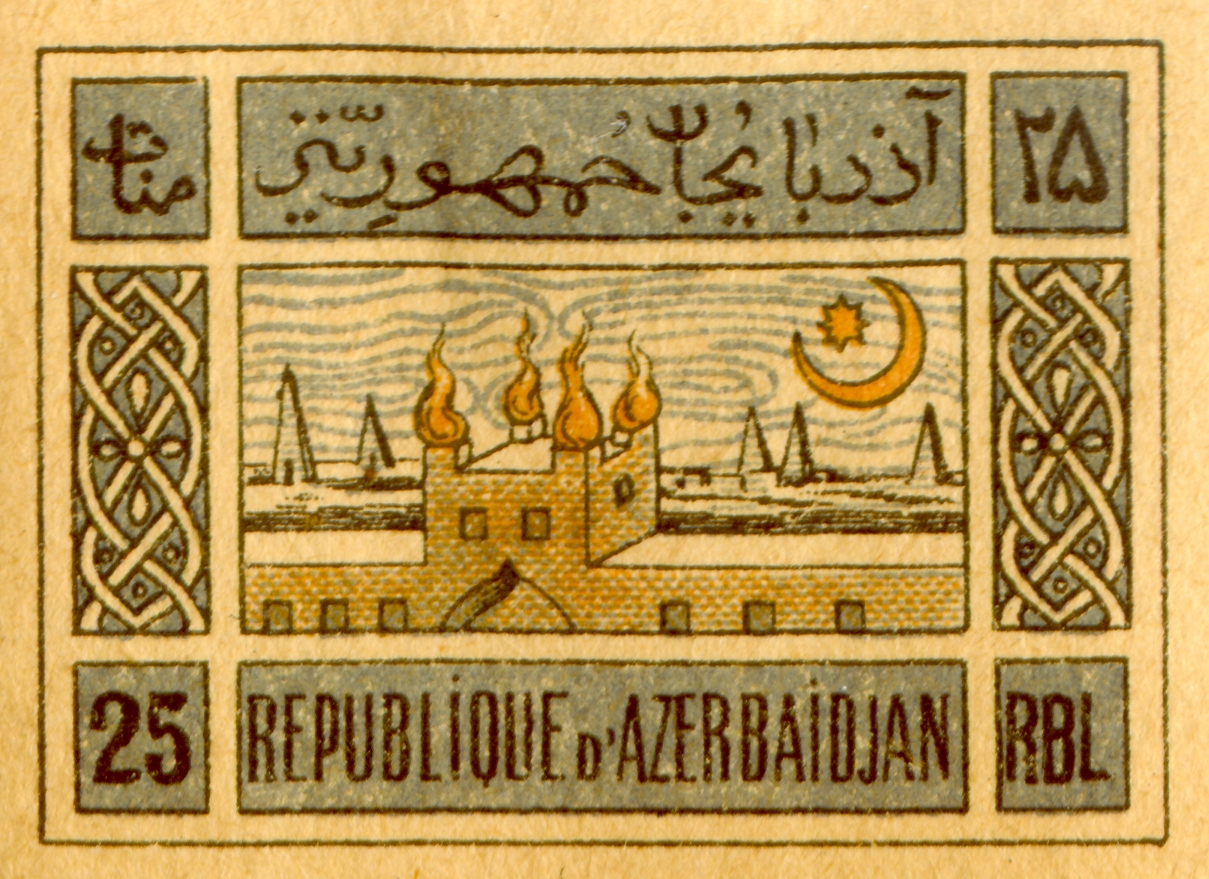
Почтовая марка Азербайджана, 1919(Mi #9y)

Азербайджанская Демократическая Республика (АДР) была провозглашена 28 мая 1918 года. После установления независимости Азербайджана и создания временного правительства АДР, в мае 1918 года было учреждено Министерство дорог, почты и телеграфа, а в октябре того же года — Министерство почты и телеграфа Азербайджанской Республики.
Для почтовых нужд АДР 20 октября 1919 года была выпущена первая серия стандартных марок. На десяти миниатюрах были изображены: азербайджанский воин (аскер), держащий в одной руке винтовку, а в другой — флаг АДР; крестьянин с серпом при лучах восходящего солнца; средневековый Баку (крепость, за стеной которой силуэт дворца Ширваншахов с минаретом), монастырь и храм огнепоклонников «Атешгях» в Сураханах. Разработка проектов первых азербайджанских марок была поручена старшему чиновнику особых поручений Министерства почт и телеграфов, художнику Зейналу Гаджиге оглы Али-заде. Они были отпечатаны на белой бумаге литографским способом, без зубцов, надписи на них даны на азербайджанском (арабской вязью) и французском языках. Заказ на изготовление первых почтовых марок был направлен в Азербайджанскую экспедицию заготовления государственных бумаг и по её разрешению размещён в хромолитографию «Товарищества А. М. Дагесова и П. К. Залинова». Особенностью всего выпуска являются незначительные различия в оттенках марок, а также сдвиги дополнительных цветов. Марки имеют ряд разновидностей клише и опечаток.
Все марки серии были в почтовом обращении и после установления Советской власти в Азербайджане.

## Период Азербайджанской ССР

### Самостоятельные эмиссии

#### Выпуски 1920—1921 годов

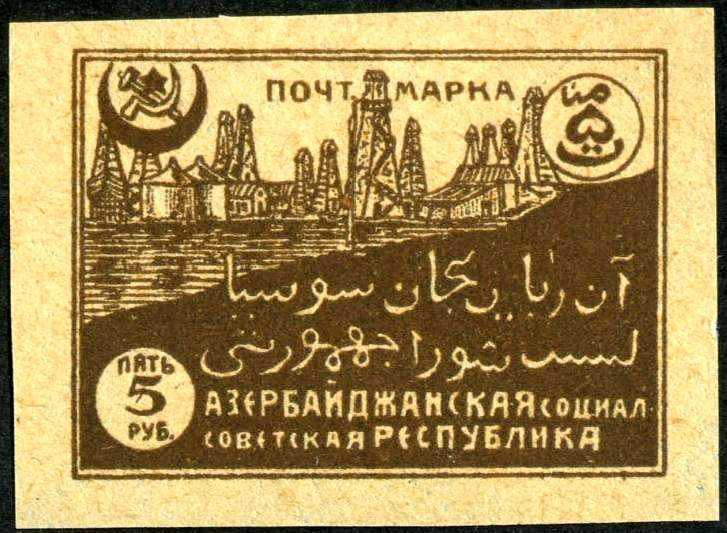
Почтовая марка Азербайджанской ССР, 1921

В ночь на 28 апреля 1920 года в Азербайджане была установлена Советская власть и провозглашена Азербайджанская Социалистическая Советская Республика. С 10 ноября наряду с марками АДР в почтовое обращение поступили сберегательные марки России по стократному номиналу (1 копейка=1 рублю). Поскольку такая мера не решила проблему потребности в марках, с декабря 1920 года до апреля 1921 года выпускались повторы почтовых марок АДР на серой и белой бумаге различной толщины.
Первая эмиссия Азербайджанской ССР состоялась 1 октября 1921 года. Это была серия из 15 беззубцовых марок различных номиналов, отпечатанная литографским способом на сероватой бумаге. Часть марок была выдержана в революционно-пропагандистском тематическом ключе — символ союза рабочих и крестьян, здание азербайджанского ревкома (ныне — Национальный музей искусств Азербайджана или также Музей изобразительных искусств имени Рустама Мустафаева; азерб. Azərbaycan Milli İncəsənət Muzeyi или также Rüstəm Mustafayev adına Azərbaycan Milli İncəsənət Muzeyi); на других были изображены памятники средневековой архитектуры Азербайджана и история нефтяной промышленности республики — фонтанирующая нефтяная скважина, панорама нефтяных промыслов, минарет мечети «Джума», «Девичья башня», памятник архитектуры «Диванхане». Вся серия должна была поступить в обращение 1 октября 1921 года, однако марки вышли не одновременно. Из-за инфляции и повышения почтовых тарифов марки с номиналами от 1 до 25 рублей в официальное обращение не поступали.

#### Почтово-благотворительный выпуск

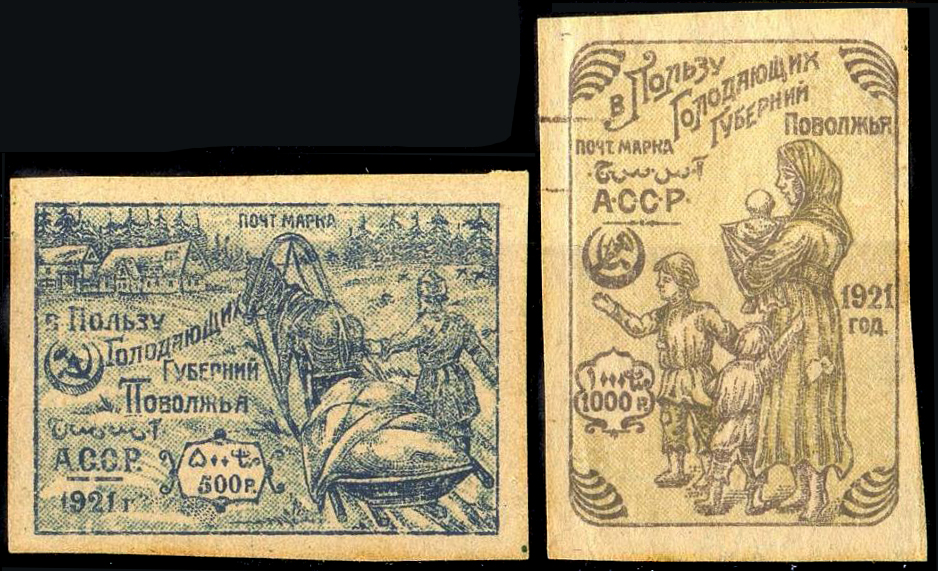
Почтово-благотворительные марки Азербайджанской ССР (1921) в пользу голодающих губерний Поволжья

22 октября 1921 года были выпущены две почтово-благотворительные марки в пользу голодающих губерний Поволжья. Марки были отпечатаны литографским способом на сероватой бумаге, тиражом по 2 500 000 штук каждая. На них были изображены крестьянин, везущий на санях продовольствие голодающим, и женщина с детьми (голодающая семья). В течение недели с 22 по 29 октября доходы от реализации марок поступали в пользу голодающих. В некоторых почтовых отделениях районов Азербайджана эти марки использовались для оплаты почтовой корреспонденции и после «Недели помощи голодающим», но доходы от них поступали уже в пользу почтового ведомства. Такие марки в гашёном виде, и особенно на письмах, очень редки. Автор всех марок Азербайджанской ССР — бакинский график-сатирик Б. Р. Телингатер (Бено).

#### Переоценка почтовых марок
В 1922 году на деятельность почты был распространён хозрасчёт. Это привело к изменениям почтовых тарифов. 15 января Совнарком Азербайджанской ССР утвердил новые таксы. В этот же день была произведена первая переоценка марок без наложения грифа: 150 — в 7500 рублей, 400 — в 17 500 рублей, 300 — в 50 000 рублей и 5000 — в 70 000 рублей. При этом для борьбы со злоупотреблениями на марках были произведены «условные» надпечатки, удостоверяющие переоценку марок, например, «БАКИНСКОЙ П. К.», «Баку / Принято» и другие. Вторая «условная» переоценка почтово-благотворительных марок Азербайджана была произведена 3 марта 1922 года, третья — 15 апреля 1922, четвёртая — в ноябре 1922 года.
В последующем в связи с обесцениванием денег возникла необходимость в неоднократной централизованной переоценке почтовых марок с помощью нумераторов. Первая нумераторная переоценка почтовых марок Азербайджана была проведена 20 мая, вторая — 15 ноября 1922 года.

#### Первые авиапочтовые рейсы

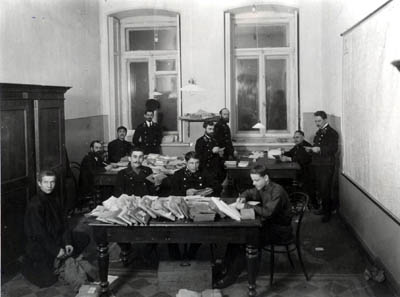
Работники почтовой службы Азербайджана 1920-х годов

Первый полёт почтового самолёта на территории Азербайджана состоялся в 1921 году — на два года раньше начала пассажирского авиасообщения.

### В составе Советского Союза

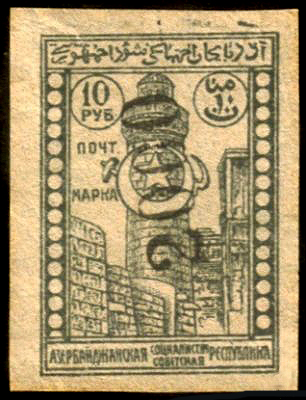
Марка Азербайджанской ССР (1923) с нумераторной переоценкой

12 марта 1922 года Азербайджанская ССР вошла в Закавказскую Социалистическую Федеративную Советскую Республику (ЗСФСР), которая в дальнейшем была включена в состав Советского Союза. Закавказский Народный комиссариат почт и телеграфов ввёл после провозглашения ЗСФСР с 5 января 1923 года единые почтовые тарифы. Это обусловило необходимость проведения очередной, третьей, переоценки почтовых марок, которая была проведена 9 января 1923 года. Из-за произведённого в июле 1923 года очередного повышения почтовых тарифов и отсутствия единых марок ЗСФСР возникла необходимость выпуска марок Азербайджана с новыми нумераторными надпечатками. Для этого были использованы остатки марок АДР, выпущенных уже в советское время.
С 15 сентября 1923 года на территории Азербайджана были введены марки ЗСФСР, а с 1 января 1924 года — единые знаки почтовой оплаты СССР. При этом с 1 февраля 1924 года все марки Азербайджана и ЗСФСР были аннулированы. В 1936 году Азербайджанская ССР стала самостоятельной союзной республикой.
После присоединения к Советскому Союзу почтовая связь Азербайджана, как и других советских республик, получила дальнейшее развитие. При этом была проделана большая работа:
- по развитию сетей предприятий связи,
- по увеличению почтовых перевозок и их осуществлению посредством авиационного и автомобильного транспорта,
- в области механизации и автоматизации почтовой связи[1].

В 1954 году было создано Министерство связи Азербайджанской ССР, к компетенции которого относилось и развитие почты.
До 1991 года на территории Азербайджана для почтовой оплаты использовались почтовые марки СССР. Среди них были выпущены около 60 почтовых марок с изображением видных деятелей, архитектуры, фауны и другими сюжетами, связанными с Азербайджаном

Азербайджан на почтовых марках СССР
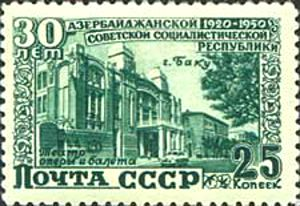
1950: 30 лет Азербайджанской ССР. Баку. Театр оперы и балета. Художник В. Андреев (ЦФА [АО «Марка»] № 1527)
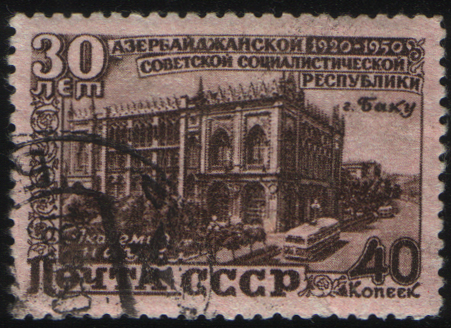
То же. Академия наук (ЦФА [АО «Марка»] № 1528)
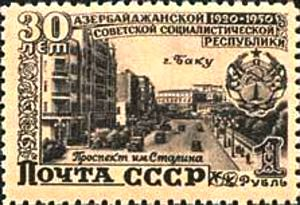
То же. Проспект Сталина (ЦФА [АО «Марка»] № 1529)
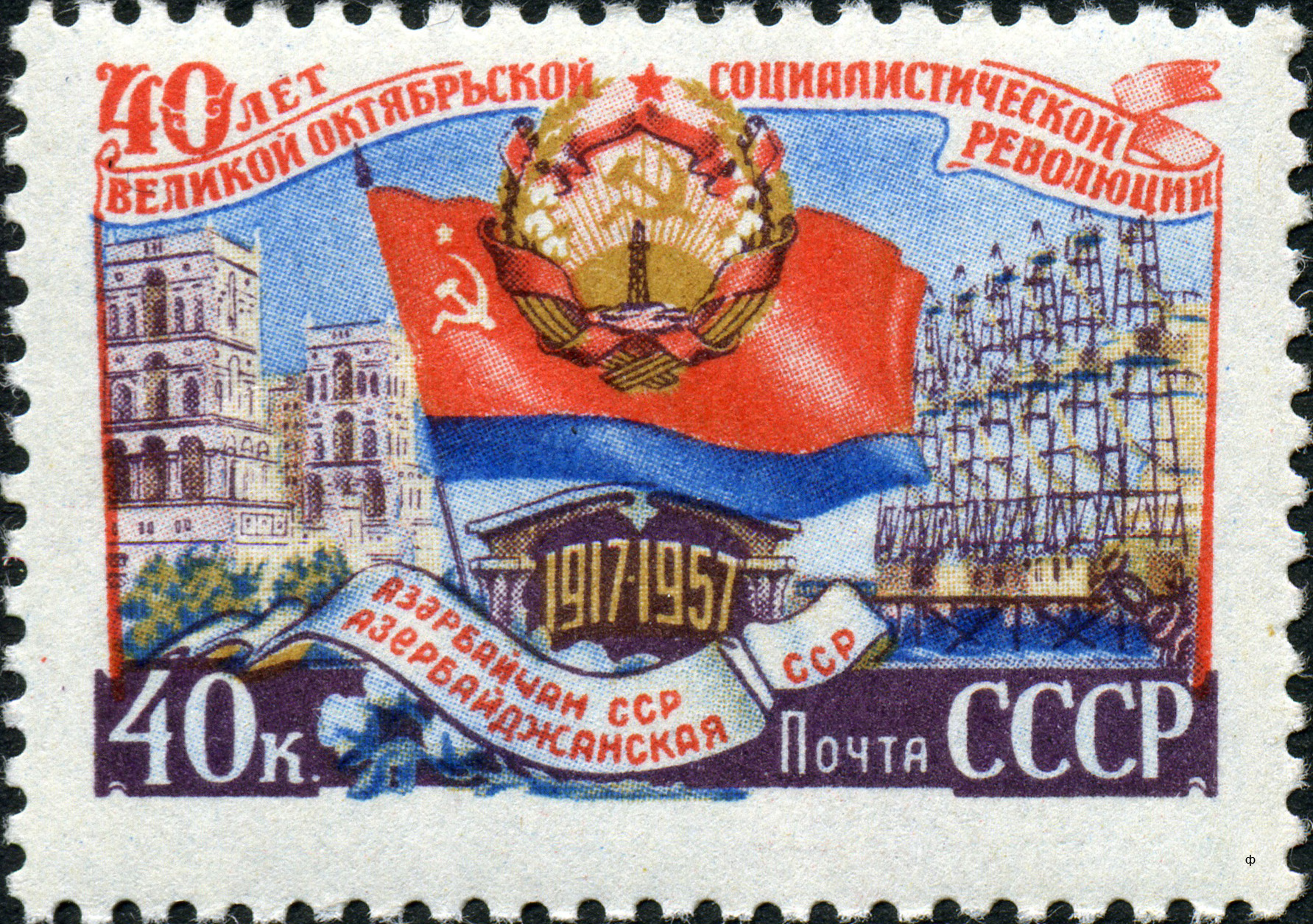
1957: 40 лет Октябрьской революции. Азербайджанская ССР. Нефтяные вышки. Художник А. Завьялов (ЦФА [АО «Марка»] № 2083)
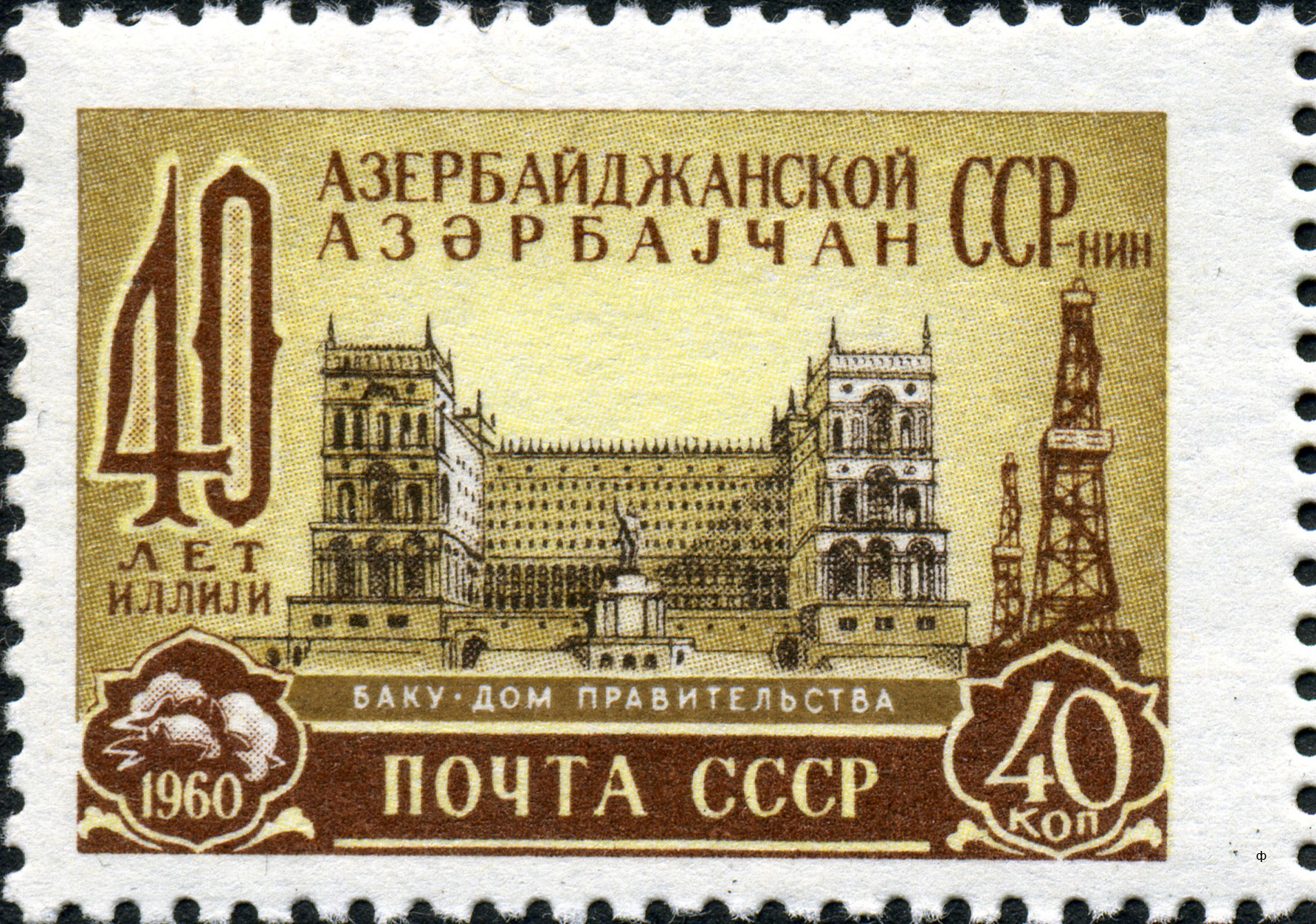
1960: 40 лет Азербайджанской ССР. Баку. Дом правительства. Художник М. Сухов (ЦФА [АО «Марка»] № 2417)
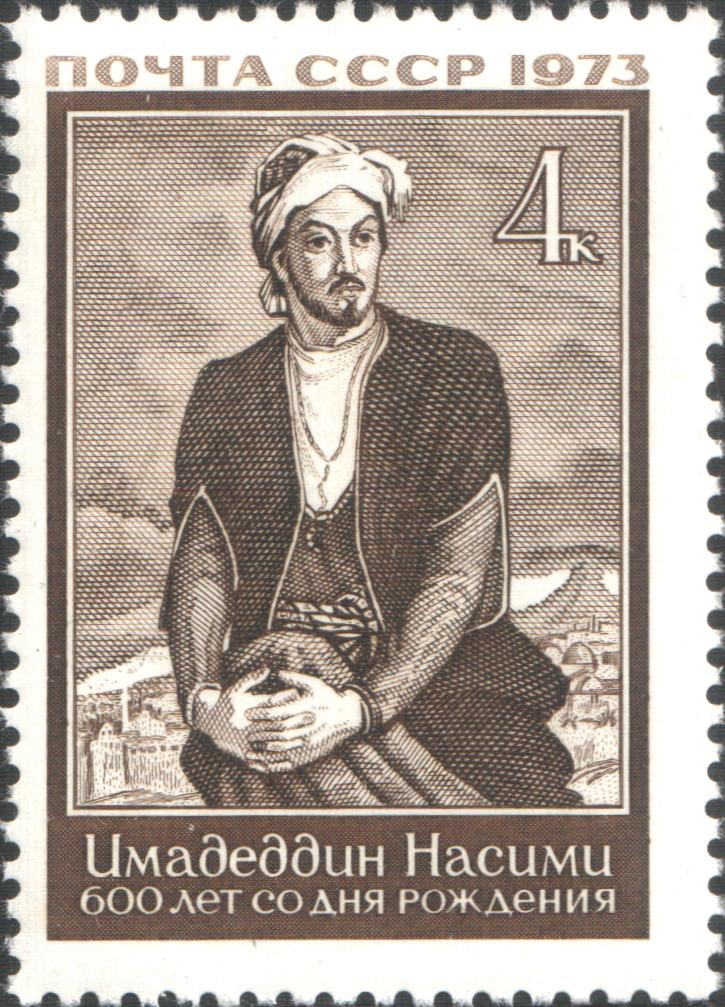
1973: Насими. Художник В. Пименов (ЦФА [АО «Марка»] № 4253)
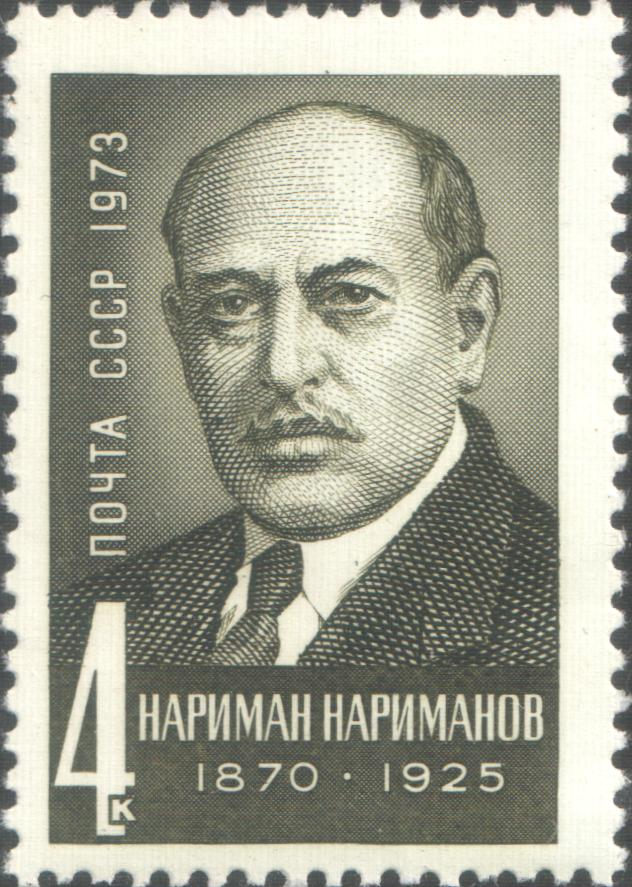
1973: Н. Н. Нариманов. Художник Е. Анискин (ЦФА [АО «Марка»] № 4269)
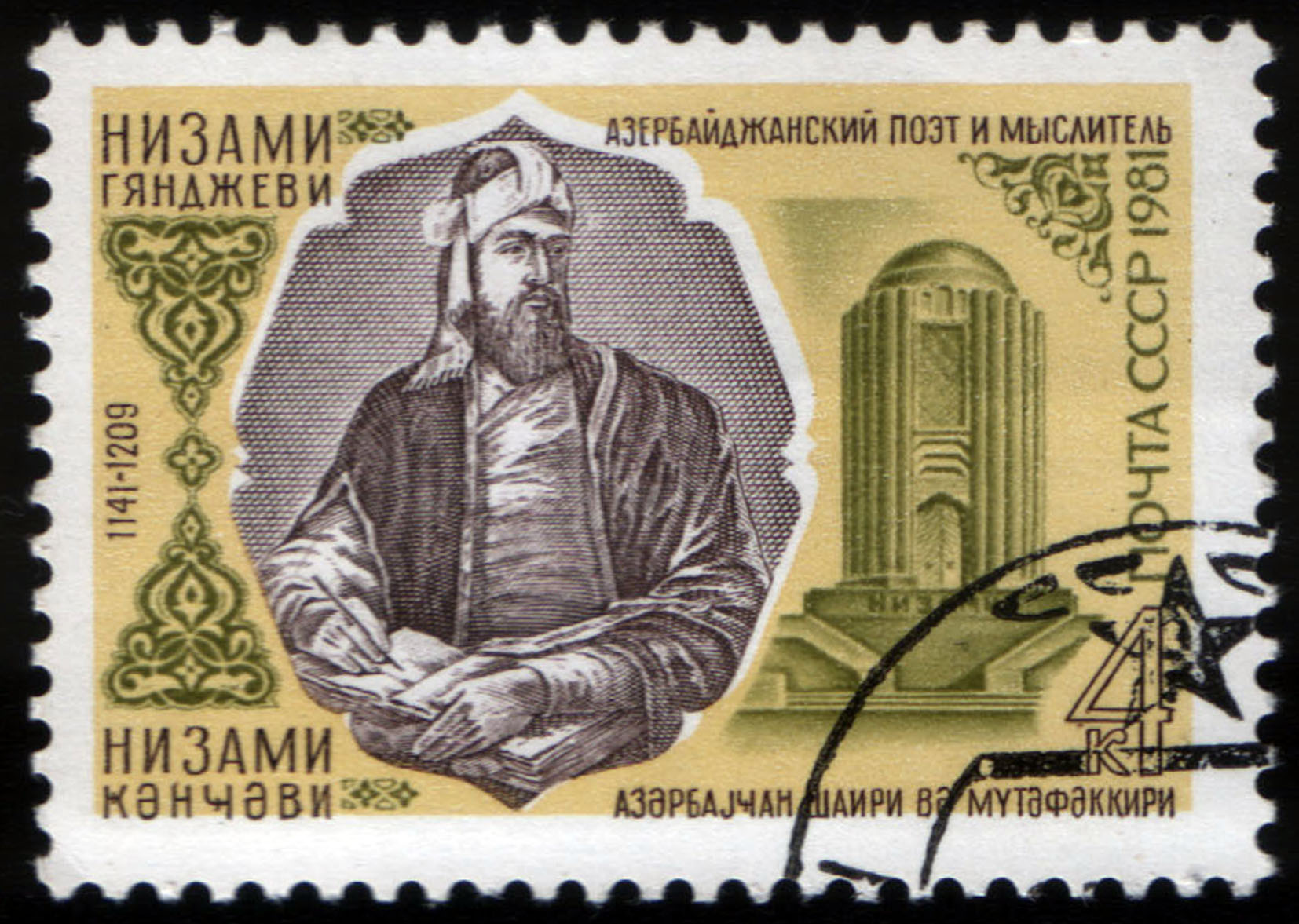
1981: Низами Гянджеви. Художник Ю. Бронфенбренер (ЦФА [АО «Марка»] № 5197)
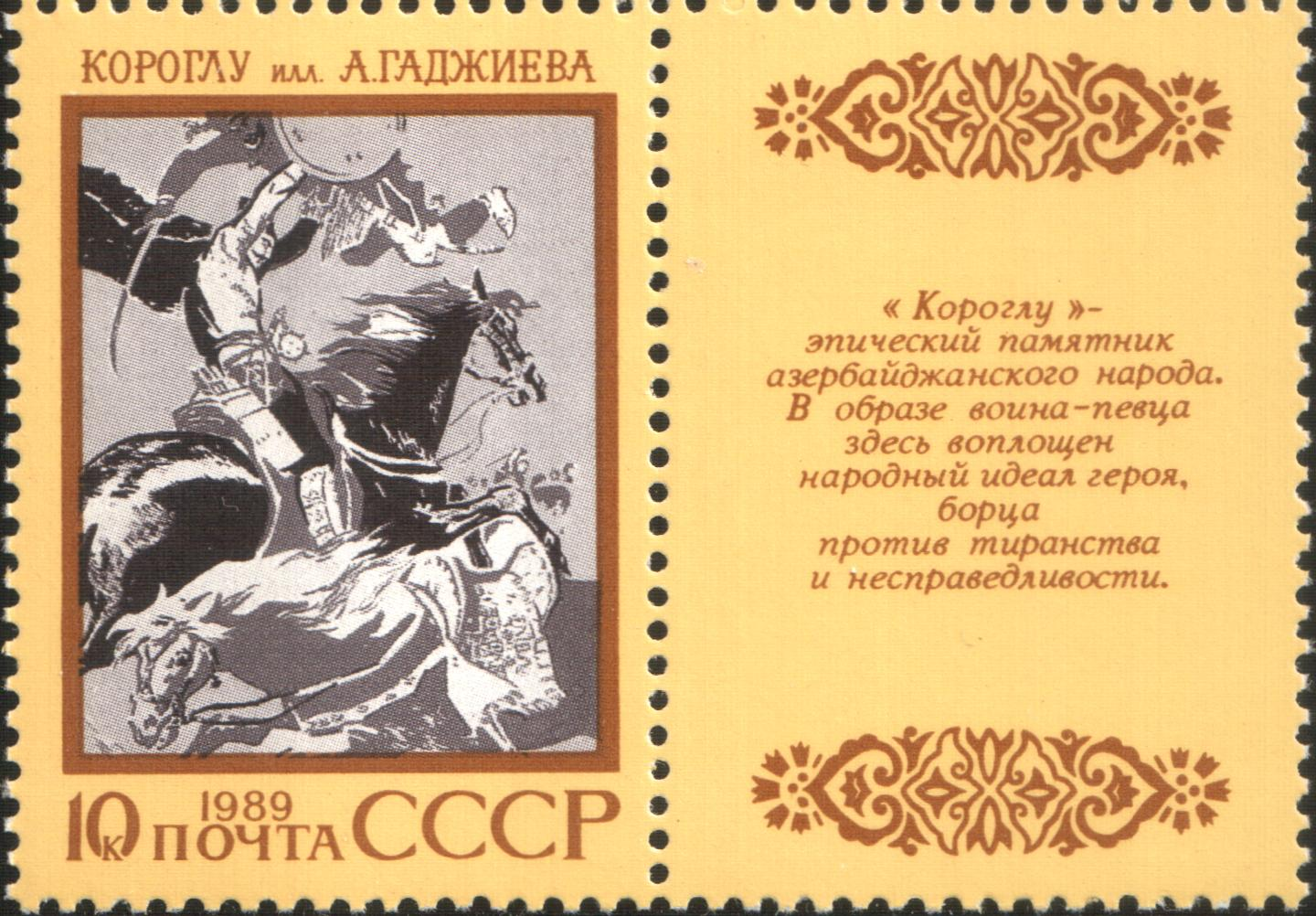
1989: азербайджанский эпос «Короглу». Художник И. Мартынов (ЦФА [АО «Марка»] № 6091)
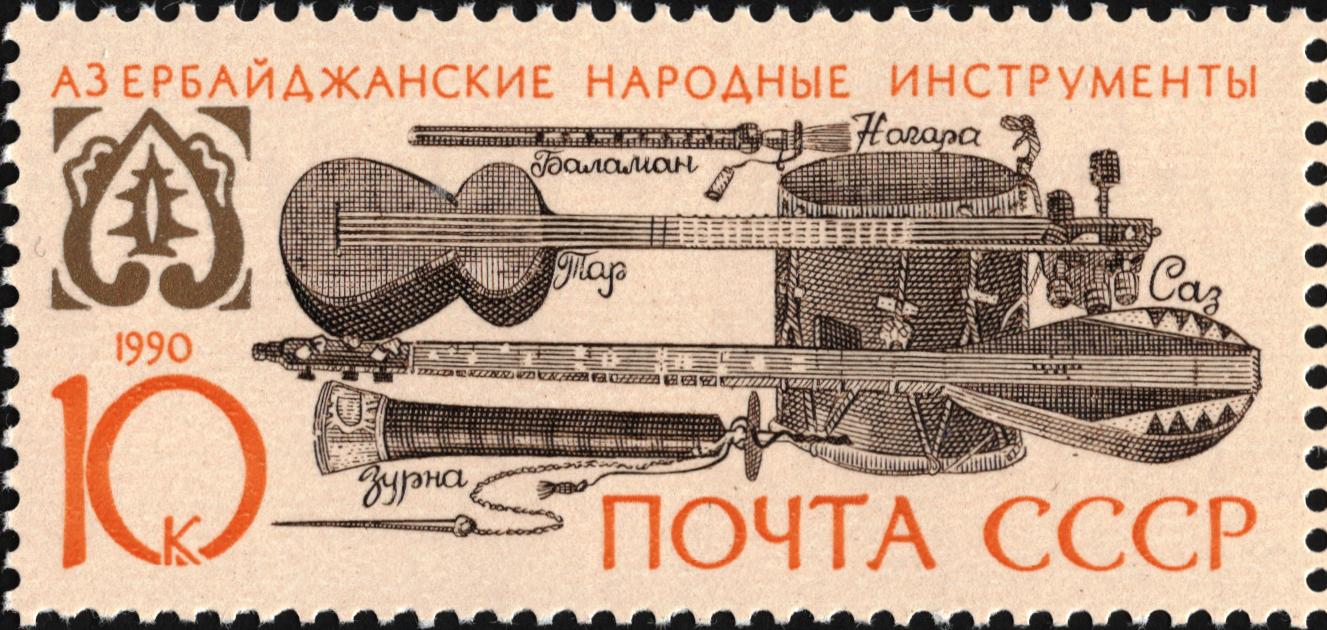
1990: азербайджанские народные инструменты. Художник А. Плетнёв (ЦФА [АО «Марка»] № 6249)
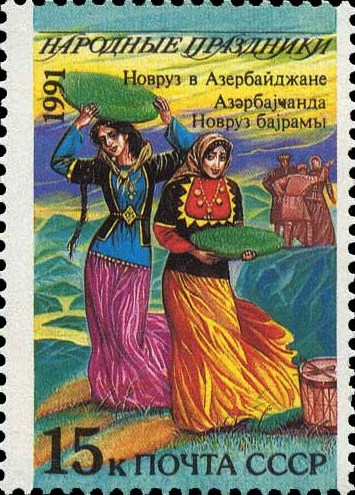
Из серии «Народные праздники» (1991): Новруз в Азербайджане. Художник А. Яцкевич (ЦФА [АО «Марка»] № 6358)
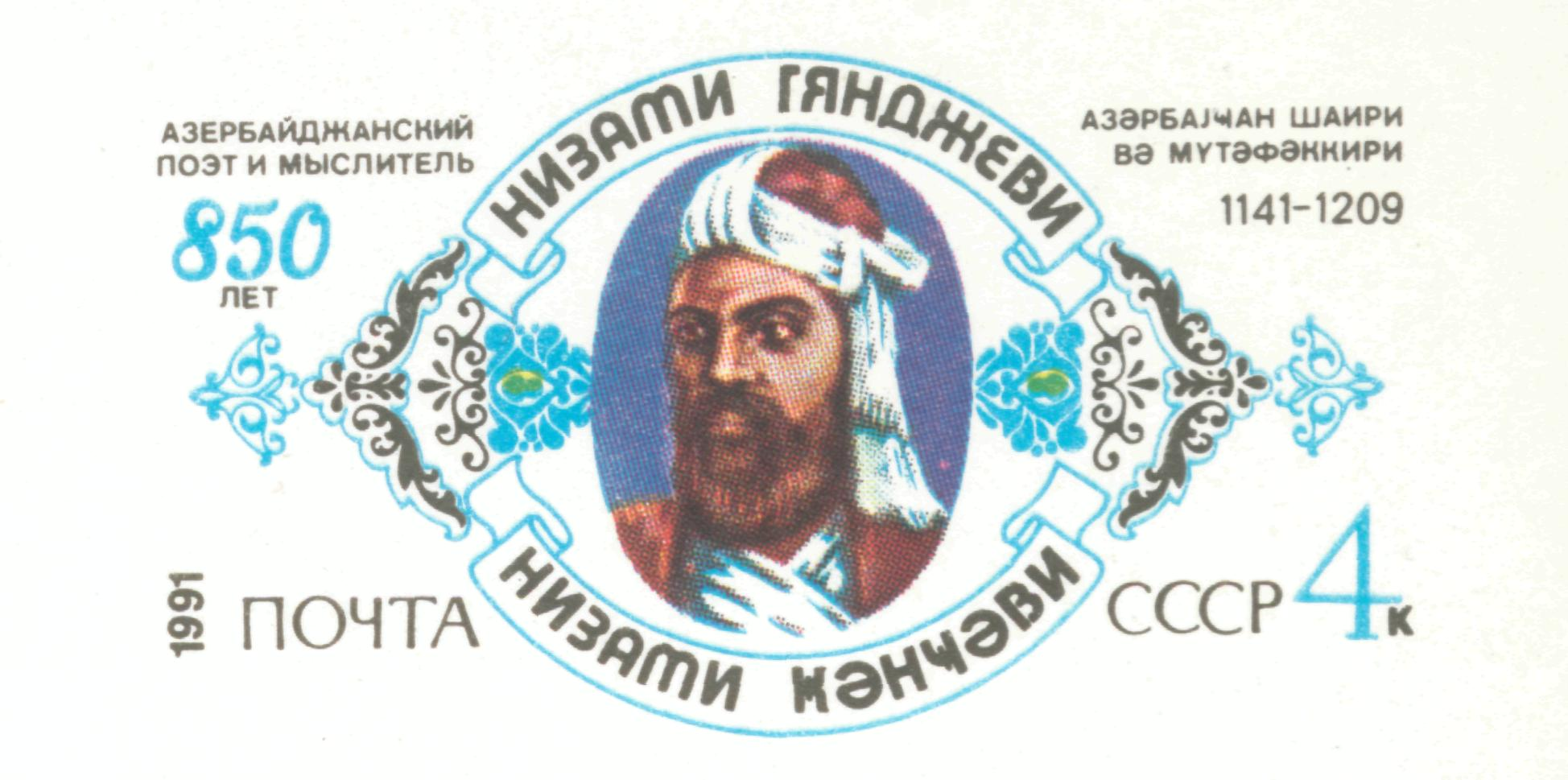
Оригинальная марка на односторонней почтовой карточке (1991): 850 лет Низами Гянджеви. Художник М. Слонов (ЦФА [АО «Марка»] № 225)

## Независимый Азербайджан

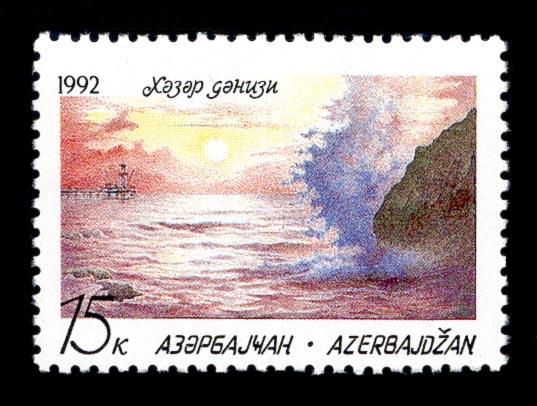
Первая почтовая марка независимого Азербайджана «Каспийское море», 1992(Mi #II). Художник Ю. Арцименев

### Развитие почты
После провозглашения независимости страны 18 октября 1991 года и распада Советского Союза в декабре 1991 года в Азербайджане наблюдался упадок в сфере почтовых услуг, который продлился до 1997 года.
Новый этап развития почтовой связи в стране начался 1 января 1997 года, когда почтовая система была отделена от электросвязи и стала функционировать как самостоятельное ведомство. Этому способствовали утверждённая в марте 1997 года краткосрочная «Программа возрождения и развития» и принятая в декабре того же года «Концепция развития почтовой связи на 1998—2003 годы».
В 1998 году произошло расширение сферы почтовых услуг, предоставляемых Производственным объединением «Азерпочта» («Azərpoçt»), за счёт создания Предприятия связи «Azərekspresspoçt» и Центра технических услуг.

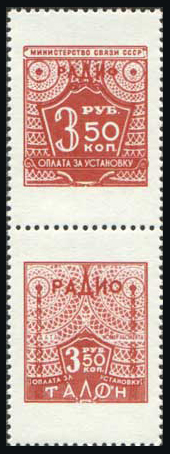
Радиомарка СССР(Mi #3)

29 сентября 1999 года объединение «Азерпочта» получило статус государственного предприятия (ГП), которое с 2000 года является рентабельным.
В 2002 году были разработаны и утверждены «Правила почтовой связи», а в 2004 году президент Азербайджана Ильхамом Алиевым был подписан закон Азербайджанской Республики «О почтовой связи». Закон определяет правовые, экономические, организационные основы деятельности в области почтовой связи, регулирует отношения между организациями почтовой связи и пользователями.
По состоянию на 2009 год, в ведении национального почтового оператора ГП «Азерпочта» находились 74 почтовых филиала и почтовых узла, 1513 почтовых отделений, 144 почтовых агентства и 195 машин разных марок для перевозки почты. Предприятие поддерживало сотрудничество примерно с 70 странами мира по международной системе контроля над посылками IPS и с более 60 странами по справочной системе посылок «Cricket».
1 апреля 1993 года почтовая администрация Азербайджана вступила в ряды ВПС. Азербайджанская Республика является также членом CEPT.

### Эмиссии почтовых марок

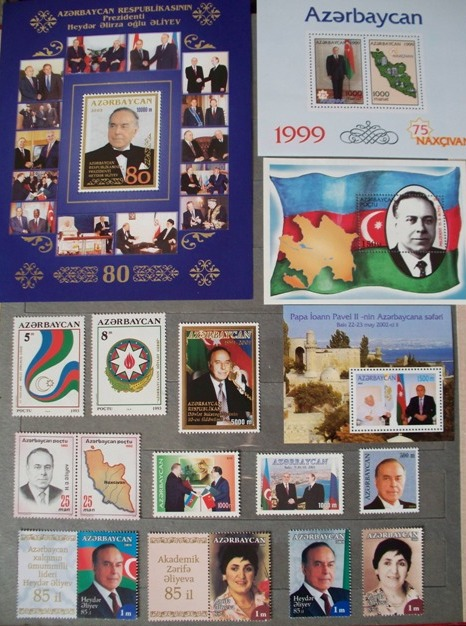
Почтовые марки Азербайджана

После обретения независимости в Азербайджане появилась необходимость в выпуске собственных знаков почтовой оплаты. С 4 марта по октябрь 1992 года почта Азербайджана использовала радиомарки СССР номиналами в 40, 50 копеек и 3,50 рубля в качестве почтовых (Mi #1—3).
26 марта 1992 года в обращение поступила почтовая марка «Провозглашение независимости» (Mi #69; Sc #350), которая рассматривается каталогами (например, «Каталогом-справочником отечественных знаков почтовой оплаты» и каталогом «Скотт») в качестве первой марки независимой Азербайджанской Республики.
Существует более ранняя марка «Каспийское море», выполненная художником Юрием Арцименевым, которая была отпечатана в Москве и выпущена 2 февраля 1992 года, но не была в почтовом обращении. Позднее, 7 мая 1992 года, на ней были сделаны надпечатки новых номиналов и названия государства (Mi #70—74; Sc #351—355).
По состоянию на февраль 2009 года, Азербайджанская Республика как суверенное государство выпустила посредством компании «Азермарка» Министерства связи и информационных технологий в общей сложности более 750 марок, которые можно отнести приблизительно к 100 темам, включая политику, атрибуты государственной власти, видных деятелей, спорт, флору, фауну, архитектуру, историю и др. Кроме того, «Азермарка» подготовила к выпуску девять авиаконвертов и одну почтовую карточку. В штате компании числилось 18 человек, в том числе один художник — Хасай А. Мирзоев, который был автором азербайджанских марок начиная с 1999 года.
Примечательно, что на азербайджанских марках неоднократно появлялись портреты действующего президента государства Гейдара Алиева.
По свидетельству В. А. Новосёлова, Азербайджан в числе некоторых других постсоветских государств заключал в 1990-е годы сделки с зарубежными агентствами, такими как Межправительственная филателистическая корпорация), и проводил сомнительную эмиссионную политику, подрывая филателистический престиж страны. В 1994—1997 годах Азербайджаном выпускалось особенно большое количество марок и блоков на наиболее популярные среди коллекционеров мира темы, которые вряд ли предназначались непосредственно для удовлетворения почтовых нужд страны. Позднее ежегодное число выпусков сократилось до более умеренного уровня, и Азербайджан присоединился к участию в Системе нумерации ВАРФ с момента основания последней в 2002 году.

#### Серии стандартных марок
Ниже в хронологическом порядке перечислены эмиссии стандартных марок Азербайджана:
Первый стандартный выпуск (1992—1993/2003)
«Девичья башня». В 1992 году были выпущены марки номиналом 10, 20, 50 гяпиков и 1 манат 50 гяпиков, в 1993 — 50 гяпиков, 1 манат, 2 маната 50 гяпиков и 5 манатов. В последующие годы на марках 1992—1993 годов были сделаны надпечатки нового номинала: в 1995 году — 250 и 500 манатов, в 2003 году — 500 манатов
Второй стандартный выпуск (1993/1994)
В 1993 году были выпущены марки номиналом 25, 30, 50 гяпиков и 1 манат, в 1994 году на них были сделаны надпечатки нового номинала — 5, 10, 15, 20, 25, 40, 50 и 100 манатов.
Третий стандартный выпуск (1994/1995—2003)
«Почтовый рожок». В 1994 году были выпущены марки номиналом 5, 10, 20, 25 и 40 манатов. В последующие годы на марках были сделаны надпечатки нового номинала: 100, 250, 400, 500 и 900 манатов, в 2003 году — 500 манатов.
Четвертый стандартный выпуск (1995)
«Фауна и флора». Были выпущены марки номиналом в 100, 200, 250, 300, 400, 500 и 1000 манатов.
Пятый стандартный выпуск (1997—1998)
В 1997 году были выпущены марки номиналом 250, 400, 500 и 1000 манатов, а в 1998 году — 100 манатов.
Шестой стандартный выпуск (1999—2009)
В 1999 году были выпущены марки номиналом 1000 и 3000 манатов, в 2000, 2001 и 2002 годах — 100 и 250 манатов, в 2003 году — 250 и 1000 манатов, в 2004 и 2005 году — 500 манатов. После денежной реформы 2006 года были выпущены марки номиналом 10 и 20 гипяков, в 2007, 2008 и 2009 годах также выпускались марки номиналом 10 и 20 гипяков.
Седьмой стандартный выпуск (2004—2006)
«Г. Алиев». В 2004 году была выпущена марка номиналом 500 манатов, в 2005 году — 1000 манатов, после денежной реформы 2006 года — 60 гипяков.
Восьмой стандартный выпуск (2010)
«Бабочки». Были выпущены марки номиналом 10 и 20 гипяков.
Девятый стандартный выпуск (2011)
«Цветы». Были выпущены марки номиналом 10, 20, 30 и 50 гипяков.
Десятый стандартный выпуск (2011)
«Лошади». Были выпущены марки номиналом 10, 20, 30 и 50 гипяков.
Одиннадцатый стандартный выпуск (2012)
«Утки». Были выпущены марки номиналом 10, 20 и 50 гипяков.
Двенадцатый стандартный выпуск (2013)
«Птицы». Были выпущены марки номиналом 10, 20, 30, 50 и 60 гипяков.
Тринадцатый стандартный выпуск (2014)

### Нагорный Карабах

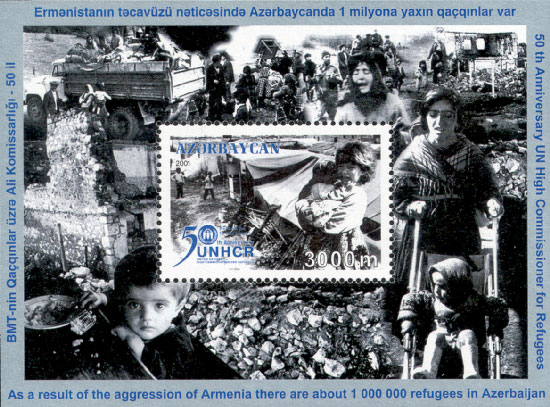
Почтовый блок Азербайджана (2001), на котором изображены азербайджанские беженцы в ходе Карабахского конфликта, на фоне палаточных городков

Карабахскому конфликту посвящены отдельные азербайджанские почтовые марки, а также почтовый блок и художественно оформленная серия почтовых конвертов Азербайджана.
Власти непризнанной Нагорно-Карабахской Республики (НКР) с 11 июня 1993 года осуществляют собственную почтовую эмиссию. Первая серия марок НКР состоит из трёх марок номиналами в 1, 3, 15 рублей и блока номиналом в 20 рублей. На первой марке изображён флаг НКР, на второй — первый председатель Верховного Совета НКР Артур Мкртчан, на третьей репродуцирована скульптурная композиция Саркиса Багдасаряна «Мы и наши горы». На блоке изображён Гандзасарский монастырь. Серия была изготовлена компанией «Интернэшнл график компани» (англ. International Graphic Company; Нью-Джерси, США). Художник марок — Арутюн Самуэлян. Однако почтовые марки НКР не признаны Всемирным почтовым союзом, что неоднократно отмечалось в официальных документах ВПС, начиная с циркуляра Международного бюро ВПС № 426 от 20 декабря 1993 года.

## Фантастические выпуски и фальсификации

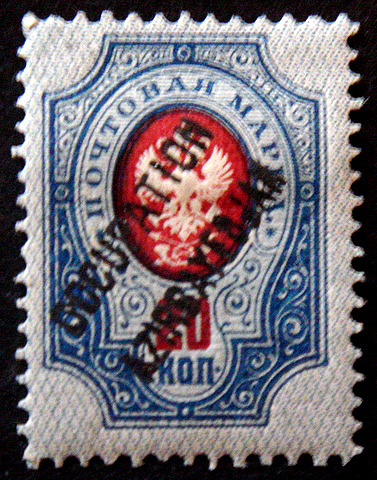
Почтовая марка Российской империи 13-го выпуска с фантастическо-спекулятивной надпечаткой «Occupation Azirbayedjan» (1918)

В 1918 году был осуществлён фантастическо-спекулятивный выпуск марок английской оккупационной администрации Азербайджана. На марках Российской империи была сделана косая двухстрочная чёрная надпечатка «OCCUPATION/AZIRBAYEDJAN». Эти марки якобы были изготовлены к 10 мая 1917 года и известны с фальшивыми гашениями с датами 10.5.1917 и 19.10.1917, а также известны гашёными на фальсифицированных конвертах. Надпечатки изготавливались в Париже и Италии. Многие фальсификаты имеют на обороте фальшивые оттиски гарантийных штампиков.

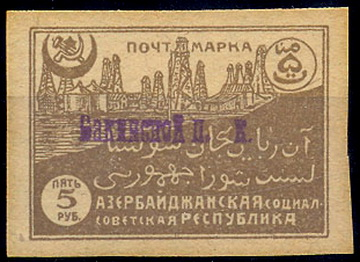
Почтовая марка Азербайджанской ССР (1922) с фальшивой надпечаткой «условной» переоценки(Sc #301)

Согласно исследованию Е. С. Войханского (1976), существует ряд переоценок 1922 года, являющихся или фальшивыми, или фантастическими, или «любительскими». К такого рода фальсификатам и фантазиям, в частности, относятся марки 1 и 5 рублей с надпечатками «Бакинской П. К.» и «Бакинского Г. П. Т. О. № 1», выполненными анилиновой краской лилового цвета.
Предположительно в 1922 году была также выпущена серия из пяти треугольных марок от имени Азербайджана с надписями на арабском языке (с ошибками). Марки были отпечатаны литографским способом, без зубцов. Тексты в большинстве нечитаемые. Лишь в центре можно прочесть: «Во имя Аллаха милостивого, милосердного» (причём вторая часть этого текста изображена перевёрнутой) и в правой нижней дуге письмена напоминают символы веры. Названия страны и слова «почта» в надписях нет. Номиналы даны в турецкой валюте. Марки погашены фантастическим штемпелем чёрной или серой краской с датой 19.V.1922. Некоторые коллекционеры утверждают, что это выпуск Туркестана.
В 1923 году в Италии была выпущена серия из шести марок от имени Республики Азербайджан. Марки были отпечатаны литографским способом на белой бумаге с зубцами и в беззубцовом варианте:

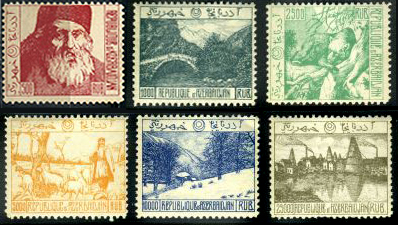
Серия фантастических марок Республики Азербайджан (1923)

На современном этапе истории почты и почтовых марок Азербайджана также известны случаи появления на филателистическом рынке нелегитимных марок. Помимо отмеченных выше марок Нагорного Карабаха, которые не признаны азербайджанскими почтовыми властями, в спекулятивных целях издавались фальшивые марки Нахичевани.

## Развитие филателии
В советское время азербайджанские коллекционеры были объединены в отделения Всесоюзного общества филателистов (ВОФ) — городские и республиканское. Они организовывали филателистические выставки в Азербайджане и участвовали в таковых в других советских республиках и за рубежом. Так, например, в 1970-х годах были проведены следующие выставки филателистов Франции и Советского Союза с участием азербайджанских коллекционеров:
- филателистическая выставка «Баку—Париж» (декабрь 1970),
- филателистическая выставка «Париж—Москва—Баку» (декабрь 1972).

В 1978 году Баку принимал филателистическую выставку «Морфил-78»", посвящённую морской тематике в филателии. По этому поводу осуществлялось специальное гашение и выходила советская маркированная почтовая карточка с оригинальной маркой, автором которой был художник Ю. Арцименев.

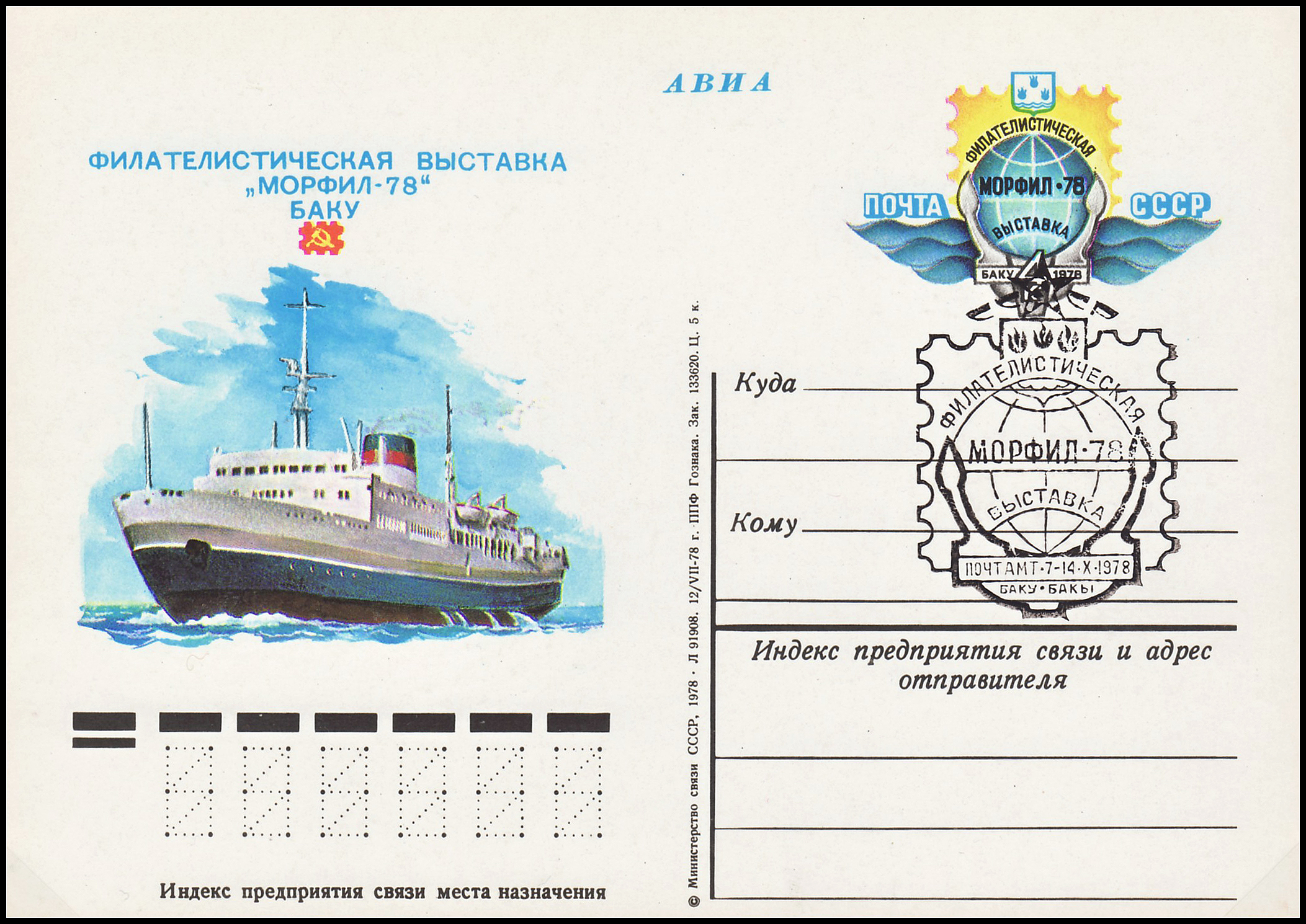
Односторонняя почтовая карточка с оригинальной маркой «Филателистическая выставка „Морфил-78“», СССР, 1978
. Художник Ю. Арцименев. Спецгашение: Баку, Почтамт, 07—14.10.1978